# L'Histoire
Cet article concerne la revue. Pour le film, voir L'Histoire (film).
L'Histoire est une revue mensuelle de vulgarisation consacrée à l'histoire. La revue publie des articles et des dossiers auxquels participent des historiens. 
Créée en 1978 par Michel Chodkiewicz et Michel Winock, elle était éditée par la Société d'éditions scientifiques (S.E.S, filiale des Éditions du Seuil). La revue est depuis juillet 2016 éditée par la société Sophia Publications. Sa directrice de la rédaction est Valérie Hannin.

## Historique

### De 1978 à 2008
La revue a pour objectif de publier :
- des synthèses historiques ;
- des analyses sur le monde actuel à la lumière de l’histoire ;
- ainsi que les travaux et débats au sein de la communauté des historiens.

Elle se situe à mi-chemin entre les publications réservées aux spécialistes et les revues de vulgarisation, ou encore, entre les Annales et Historia.
Le premier numéro de L’Histoire sort en kiosques le 9 mai 1978  avec des signatures prestigieuses : 
- Georges Duby parle d'amour et de chevalerie,
- René Rémond du Coup d'Etat du 13 mai 1958,
- José Garanger[6] des premiers Australiens,
- Philippe Joutard de la Cévenne camisarde[5].

La revue a notamment publié entre 1987 et 1998 une quinzaine de numéros spéciaux couvrant un grand nombre de thèmes de l’histoire contemporaine de la Révolution française au général De Gaulle. Les analyses publiées couvrent toutes les époques. Citons des articles de synthèse sur les élites sous l’Ancien Régime : « Qu’est ce que la noblesse ? » (décembre 1995) ou « Les mandarins de la Chine impériale » (février 1992). Le magazine s’intéresse entre autres sujets aux finances royales, point faible de la monarchie qui fut la cause directe de la Révolution : « La chute de la maison Jacques Cœur » (octobre 1988), « Sully : un baroudeur aux finances » (février 1990), ou encore « l’affaire Fouquet ».
En phase avec l’actualité politique, L’Histoire a publié des dossiers sur l’immigration (novembre 1995) et sur les nationalités de l’Europe de l’Est (avril 1990), « La laïcité a gagné mais elle a changé de sens » (juillet-août 2004).
La publication accorde une grande attention à la société et aux mœurs, y compris dans l’Europe préchrétienne, en diffusant dans ses analyses des idées neuves. Mentionnons par exemple « Les amours [masculines] grecques : le rite et le plaisir » (mai 1998), « Pères et fils adoptifs à Rome » (février 1996), « La Grande Peste noire : Tout a changé en Occident » (juin 2006) ou encore « Les villes fortifiées de la guerre de Cent Ans » (mai 1996).
Un hors-série a été créé en 1998, « Les Collections de L’Histoire », qui offre des synthèses sur une grande variété de sujets. Il est constitué majoritairement de rééditions d'articles de « L'Histoire » revus et mis à jour ainsi que de quelques articles inédits. 3 numéros ont paru annuellement de 1998 à 2000, puis 4 à partir de 2001. En 2010, ce hors-série a été réintitulé « L'Histoire : les Collections ».

### Depuis 2008[Interprétation personnelle?]
(mai 2019).
Le magazine a publié pour ses 30 ans en mai 2008 un numéro spécial qui fait une rétrospective des événements survenus dans le monde et des avancées de la discipline au cours de cette période. Y sont également abordés les défis à venir pour l’histoire et les historiens. 
Jean-Noël Jeanneney aborde le bouleversement provoqué par Internet en mentionnant les différentes problématiques de ce média : Le vrac de l’information, la vitesse de navigation qui ne doit pas nuire à la réflexion, la variété qui ne doit pas être mise en danger par la concentration des opérateurs ni par le classement des supports en fonction de leur fréquentation. Il doute de la possibilité d’établir la vérité sur le seul principe de la correction collective des erreurs par les utilisateurs. Il réaffirme le rôle indispensable de validation exercé par les comités de rédaction et de sélection dans les publications scientifiques.
Pierre Assouline parle de dépasser le cadre de l’histoire de France tant au niveau du choix des sujets d’étude qu’au niveau de l’amplitude du champ couvert par les analyses. Le magazine consacre ainsi des numéros spéciaux au Japon (2008), à la Russie (2009), à Al Andalus et au Brésil (2011) ou encore à l'Éthiopie (2017).
Dans l'optique d'une plus grande vulgarisation de la connaissance historique vers le grand public, L'Histoire a entrepris d'éditer régulièrement un atlas historique : Atlas des Amériques (2012), Atlas de France (2013), Atlas des mondes Asiatiques (2014), Atlas des Afriques (2016).
Arnaud Senelier note qu'« au fil des ans », « une certaine ligne politique ou métapolitique est discernable » dans les numéros ; la revue s'oppose ainsi « aux thèses de la Nouvelle Droite, aux fables du négationnisme, de même qu'à l'histoire sainte du mouvement communiste ».

### Liste des numéros mensuels
| Numéro | Date de sortie    | Titre                                        |
| ------ | ----------------- | -------------------------------------------- |
| 518    | Avril 2024        | Vie et mort de la France Afrique 1960-2024   |
| 520    | Juin 2024         | Le sionisme. Utopie et tragédie. 1882-2024   |
| 521    | Juillet-août 2024 | La violence et la guerre de Homère à Poutine |
| 523    | Septembre 2024    | Août 1944. 7 jours pour libérer Paris        |

## Rédaction
Le comité de rédaction est composé de : Pierre Assouline, Jacques Berlioz, Patrick Boucheron, Catherine Brice, Bruno Cabanes, Johann Chapoutot, Joël Cornette, Clément Fabre, Anaïs Fléchet, Jean-Noël Jeanneney, Philippe Joutard, Emmanuel Laurentin, Julien Loiseau, Pap Ndiaye, Fabien Paquet, Olivier Postel-Vinay, Yann Potin, Yves Saint-Geours, Maurice Sartre, Claire Sotinel, Pierre-François Souyri, Laurent Theis, Annette Wieviorka, Olivier Wieviorka, Michel Winock.
Michel Winock et Jean-Noël Jeanneney sont également conseillers de la direction.
Anciens membres du comité de rédaction : Pierre Chuvin (1984-2016), Robert Delort (1978-1995), François Dufay (2000-2009), Jean-Michel Gaillard (1997-2005), Jean Lacouture (1978-1989), François Lebrun (1989-2013),  Jean-Maurice de Montremy (1989-2000), Séverine Nikel (2012-2020), Catherine Perlès (1978-1984), Didier Pourquery (2006-2014), Jean-Pierre Rioux (1978-1998), Olivier Rolin (1978-1980), Éric Vigne (1983-1993).

## Critiques
Pour l'historien Gérard Noiriel, qui s'exprime ainsi en 2005, L'Histoire a perdu son statut de « revue de vulgarisation de haut niveau » et souligne que « la dimension savante de sa démarche initiale a quasiment disparu ». Remarquant qu'« on ne trouve plus dans L’Histoire la liste des cours du Collège de France, mais les programmes de la télévision », il ajoute : « la plupart des numéros sont en rapport direct avec l’actualité, et la posture normative du journalisme intellectuel s’est imposée au détriment de la compréhension scientifique ».
L'association Acrimed a critiqué le numéro spécial daté de mai 2008 : « D’abord, tout le champ des études historiques tourne autour du magazine lui-même, de ses collaborateurs et des initiatives qu’il soutient. Ensuite, les débats historiques se résument aux positions des membres de la rédaction ou de ceux qui en sont proches, la critique de ces positions étant à peine évoquée ou d’emblée disqualifiée ». Selon cet article, L'Histoire a une nette préférence pour des historiens tels que François Furet et Stéphane Courtois, connus pour leurs positions anticommunistes voire antimarxistes. Les thèses des historiens marxisants, tels Michel Vovelle ou Albert Soboul, y sont peu représentées. Acrimed dénonce une discrimination se traduisant par un refus du débat, par exemple au sujet de la présentation de la controverse lancée par la publication en 1997 du Livre noir du communisme : l'association affirme que l'historien censé critiquer une thèse est juge et partie, ce qui poserait problème du point de vue de la recherche scientifique. Enfin, Acrimed considère qu'à l'instar d'autres journaux du groupe auquel il appartient, le magazine produit un « discours libéral, ».
Par ailleurs, Acrimed relève que dans un numéro hors-série paru en avril 2017, à la veille de l'élection présidentielle, et intitulé La grande querelle : l'histoire de la France, L'Histoire consacre quatre pages à un entretien avec Emmanuel Macron, seul candidat à se voir ouvrir les pages de la revue pour qu'« il témoigne ici à quel point sa conception de l'histoire participe de sa vision de la France. » L'association souligne que Sciences et Avenir, autre publication appartenant à Claude Perdriel, soutien affiché de Macron, a également publié à la même époque un entretien avec cet unique candidat.

## Diffusion
Ci-dessous, la diffusion payée de L'Histoire (source : OJD, site Office de justification de la diffusion)
| Titre          | 2002   | 2003    | 2004    | 2005    | 2006    | 2007    | 2008    | 2009     | 2010    | 2011    | 2012    | 2013    | 2014    | 2015    | 2016    | 2017    | 2018    | 2019    | 2022     |
| -------------- | ------ | ------- | ------- | ------- | ------- | ------- | ------- | -------- | ------- | ------- | ------- | ------- | ------- | ------- | ------- | ------- | ------- | ------- | -------- |
| L'Histoire     | 78 672 | 79 779  | 78 198  | 78 252  | 73 997  | 74 006  | 71 180  | 63 932   | 63 155  | 58 903  | 54 721  | 52 258  | 50 613  | 49 083  | 49 768  | 49 131  | 50 883  | 52 715  | 52 432   |
| Variations N-1 |        | + 1,28% | - 1,27% | + 0,06% | - 6,41% | + 0,01% | - 3,82% | - 10,18% | - 1,22% | - 6,73% | - 7,10% | - 4,50% | - 3,15% | - 3,02% | + 1,40% | - 1,28% | + 3,57% | + 3,60% | - 0,99 % |